# Eushachia
Eushachia är ett släkte av fjärilar. Eushachia ingår i familjen tandspinnare.
Kladogram enligt Catalogue of Life:
| Eushachia | \| \| Eushachia acyptera \| \| \| \| \| \| Eushachia aurata \| \| \| \| \| \| Eushachia auripennis \| \| \| \| \| \| Eushachia midas \| \| \| \| |
|           | \| \| Eushachia acyptera \| \| \| \| \| \| Eushachia aurata \| \| \| \| \| \| Eushachia auripennis \| \| \| \| \| \| Eushachia midas \| \| \| \| |
|           | Eushachia acyptera |
|           | |
|           | Eushachia aurata |
|           | |
|           | Eushachia auripennis |
|           | |
|           | Eushachia midas |
|           | |